# Leea setuligera
Leea setuligera är en vinväxtart som beskrevs av Charles Baron Clarke. Leea setuligera ingår i släktet Leea och familjen vinväxter. Inga underarter finns listade i Catalogue of Life.